# Susanne von Medvey
Susanne von Medvey (* 1961 in Berlin) ist eine deutsche Theater- und Filmschauspielerin und Synchronsprecherin. Sie absolvierte ihre Ausbildung an der Schauspielschule der Keller in Köln.

## Theater
- Sommer 2005: Anleitung zum Unglücklichsein (nach dem gleichnamigen Buch von Paul Watzlawick)

## Filmografie
- 1979: Phantasten (Fernsehfilm)
- 1979: Anna (Fernsehserie)
- 1980: Heisse Tipps (Fernsehserie Folge 18 – 30)
- 1983: Liebe hat ihre Zeit (Fernsehfilm)
- 1983: Bolero
- 1991–1994: Ein Haus in der Toscana (Fernsehserie)
- 1996: Der Bulle von Tölz: Tod am Altar
- 1996: Das Zauberbuch (Kinofilm)
- 2005: Zeit der Fische (Fernsehfilm)
- 2007: Das Baby (Kino-Kurzfilm)
- 2016: Dinky Sinky
- 2016: SOKO Kitzbühel (Folge: Mord-Rezepte)

## Synchronrollen (Auswahl)
Catherine Frot
- 2006: Das Mädchen, das die Seiten umblättert als Ariane Fouchécourt
- 2007: Die Wahrheit kennt nur der Tod als Héloïse Ranucci
- 2012: Die Köchin und der Präsident als Hortense Laborie
- 2015: Madame Marguerite oder Die Kunst der schiefen Töne als Marguerite Dumont

Emmanuelle Béart
- 1989: Wilde Kinder als Marie
- 1990: Die Reise des Capitan Fracassa als Isabella
- 1991: Ich küsse nicht als Ingrid
- 1992: Ein Herz im Winter als Camille
- 1994: Die Hölle als Nelly Prieur
- 1995: Eine französische Frau als Jeanne
- 1999: Elephant Juice als Jules
- 2003: Die Geschichte von Marie und Julien als Marie
- 2008: A Crime als Alice Parker
- 2013: Wir waren Zeugen als Sarah
- 2014: Die Flüchtigen als Odile

### Filme
- 1990: Rosamunde (Kinofilm; als Stimme von Rosamunde)
- 1991: Tränen der Erinnerung – Only Yesterday als Mutter
- 1997: Fräulein Smillas Gespür für Schnee – Julia Ormond als Smilla Jasperson
- 1998: Das große Krabbeln – Bonnie Hunt als Spinne Rosi
- 1998: Hercules & Xena – Der Kampf um den Olymp – Lucy Lawless als Xena
- 2000: Coyote Ugly – Bridget Moynahan als Rachel
- 2002: Das Königreich der Katzen – Mari Hamada als Natoru
- 2005: Felix – Ein Hase auf Weltreise als Mutter
- 2006: Die Chroniken von Erdsee – Yuko Tanaka als Kumo
- 2006: Drake & Josh unterwegs nach Hollywood – Nancy Sullivan als Audrey Parker–Nichols
- 2007: One Piece – Abenteuer in Alabasta – Die Wüstenprinzessin – Yûko Tachibana als Miss Doublefinger
- 2007: Harry Potter und der Orden des Phönix – Sian Thomas als Amelia Bones
- 2007: Disturbia – Viola Davis als Detective Parker
- 2010: Fuxia – Die Minihexe – Annet Malherbe als Minuul
- 2011: Happy New Year – Kathleen Marshall als Stage–Managerin Charlotte
- 2011: Freunde mit gewissen Vorzügen – Jenna Elfman als Annie
- 2013: Lauf Junge lauf – Elisabeth Duda als Magda Janczyk
- 2013: Hänsel und Gretel: Hexenjäger – Famke Janssen als Muriel
- 2014: Der Zufrühkommer – Katie Kneeland als Anne Crabbe
- 2015: Spy – Susan Cooper Undercover – Miranda Hart als Nancy
- 2017: Goblin 2 – Eva Habermann als Vanessa Majer
- 2017: Mord im Orient Express – Olivia Colman als Hildegarde Schmidt
- 2017: Es – Molly Atkinson als Sonia Kaspbrak
- 2018: Isabelle Nanty in Aladin – Wunderlampe vs. Armleuchter
- 2018: Love, Simon – Natasha Rothwell als Miss Albright
- 2019: Es Kapitel 2 – Molly Atkinson als Myra / Sonia Kaspbrak
- 2020: Der Fall Richard Jewell – Jill-Michele Melean als Reporterin
- 2022: Top Gun: Maverick für Jean Louisa Kelly als Sarah Kazansky

### Serien
- seit 1988: Reich und Schön – Kimberlin Brown als Sheila Carter
- 1989: Alf – Andrea Covell als Jody
- 1995–2001: Xena – Die Kriegerprinzessin – Lucy Lawless als Xena
- 1997: Sailor Moon – Mitsuko Horie als Sailor Galaxia
- 1997: Sissi, als Helene
- 1998: Caroline in the City – Veanne Cox als Alice
- 2001–2005: Star Trek: Enterprise – Jolene Blalock als T’Pol
- seit 2003: One Piece – Yûko Tachibana als Miss Doublefinger
- 2003–2004: Stargate – Kommando SG-1 – Jolene Blalock als Ishta
- 2004–2007: Drake & Josh – Nancy Sullivan als Audrey Parker–Nichols
- 2005–2007: 4400 – Die Rückkehrer – Jody Thompson als Devon
- 2006: Hotel Babylon – Rachael Stirling als Nina Bailey
- 2007–2009: Tauschrausch – Kath Soucie als Agent K
- 2008–2013: Breaking Bad – Anna Gunn als Skyler White
- 2010: RahXephon – Ichiko Hashimoto als Maya Kamina
- 2010: Drop Dead Diva – Margaret Cho als Teri Lee
- 2010: Spartacus – Lucy Lawless als Lucretia
- 2010: Inspector Banks – Caroline Catz als DI Helen Morton
- 2011: Spartacus: Gods of the Arena – Lucy Lawless als Lucretia
- 2014–2017: Switched at Birth – Constance Marie als Regina Vasquez
- seit 2015: Family Guy – Sanaa Lathan als Donna Tubbs-Brown
- 2015: The Returned – Michelle Forbes als Helen Goddard
- 2016: Westworld – Sidse Babett Knudsen als Theresa Cullen
- 2017–2019: The Good Doctor – Tamlyn Tomita als Allegra Aoki
- 2022: Navy CIS – Stepfanie Kramer als Sandra Holdren

### Videospiele
- 2005: World of Warcraft – Weibliche Menschen